# スイート・マイホーム
『スイート・マイホーム』は、歯科衛生士・作家の神津凛子による長編小説。神津はこの作品で第13回（2018年）小説現代長編新人賞を受賞した。2023年に映画版が公開された。

## 登場人物
清沢賢二
主人公。長野に住むスポーツジムのインストラクター。閉所恐怖症を持つ。
清沢ひとみ
賢二の妻。寒がり体質。「まほうの家」で賢二と2人の娘と一緒に住んでいる。
清沢サチ
「まほうの家」の購入以前に生まれた賢二の長女。
清沢ユキ
「まほうの家」の購入と完成の間に生まれた賢二の次女。
母
長野県内に住む賢二の母。元夫との離婚を機に2人の息子を連れて、東京から実家の長野に戻ってきた。
清沢聡
母と一緒に住む賢二の兄。引きこもりで統合失調症を患っている。
父
賢二の父。賢二が13歳の時に妻と離婚した。
甘利浩一
不動産会社の社員。
本田
不動産会社の社員、一級建築士。「まほうの家」の設計を担当。
菊池
不動産会社の社員。
高梨
不動産会社の社員。
柏原
長野県警の警察官。清沢家周辺の殺人事件を調査する。
斉藤
長野県警の警察官。
上林
スポーツジムの従業員。
井上
スポーツジムの従業員。
原友梨恵
スポーツジムの従業員。婚約者がいる。結婚を機に退職。
麗美
友梨恵の友人。他人の彼氏を奪う性質を持つ女性。
ミホ
ひとみの友人。
リョウタ
ミホの息子。

## 書誌情報
- 神津凛子『スイート・マイホーム』
  - 単行本：2019年1月12日、講談社、ISBN 978-4-06-514177-9
  - 文庫本：2021年6月15日、講談社文庫、ISBN 978-4-06-523768-7

## 漫画
2023年3月11日より2024年7月13日まで白雲ひなの作画によるコミカライズ版が『Palcy』（講談社）にて連載
。隔週土曜日更新。単行本は全2巻（第2巻は電子書籍のみ）。

## 映画
2023年9月1日に公開。監督は齊藤工、主演は窪田正孝。齊藤は2019年の原作刊行後すぐ赤城聡・中村陽介の両プロデューサーから映画化の提案を受けて監督を受任し、コロナ禍の下で制作された。撮影の一部は仙台市で行われた。

### あらすじ
冬が厳しい松本市で暮らす清沢賢二は念願のマイホーム購入を決意した。それは、地下室の大型エアコンで全室暖房され、各部屋に見守りカメラ搭載などの最新システムに満ちた理想の家だった。
妻のひとみや幼い娘のサチと共に、実家に新居建築の報告に行く賢二。母親と二人暮らしの兄の聡は引き篭もりで、常に誰かに監視され盗聴されているという妄想に取り憑かれていた。
土地も購入し、住宅会社の女性建築士・本田　に新居の設計を依頼する賢二。賢二の３人家族は自分の理想だと憧れを口にする本田。なぜか同じ住宅会社の甘利がしつこく担当になろうと迫って来たが無視する賢二。
実は同僚の友梨恵と浮気している賢二。だが、友梨恵の結婚が決まり不倫関係は解消された。新居の建築が終る頃に第二子のユキが生まれ、家族４人で新生活を始める賢二。だが、別れた愛人の友梨恵の夫に、賢二が友梨恵の家に入る動画が送られ大騒動となった。誰の仕業か分からず動揺する賢二。
住宅会社の甘利から家族の安否を聞かれ、不倫の動画を撮ったのは担当になれなかった甘利の嫌がらせではと疑う賢二。だが甘利は絞殺死体で発見された。
一日に何十回も無言電話を受けるという友梨恵と喫茶店で会う賢二。賢二が無言電話に出てみると、サチのオモチャが奏でる音楽が聞こえた。ひとみの犯行を疑う賢二。だが、ひとみは「家の中に誰かいた」と、怯えて賢二に抱きついた。
新居を訪ねて来る賢二の母親と兄の聡。二人きりの時に、ずっと会っていない父親の安否について、聡に尋ねる賢二。聡は問いには答えずに、この家のそこら中に「あいつ」がいて、赤ん坊のユキを狙っていると警告した。
愛人だった友梨恵が死に、自殺と他殺の両面で警察が捜査を開始した。「家に何かがいる」とノイローゼ状態になるひとみ。そんな中、会社の研修で一泊旅行に出る賢二。帰宅すると新居の中で兄の聡が刺殺されていた。妻子は無事だったが、ノイローゼが進行して行くひとみ。
刑事からの情報で、本田が怪しいと知る賢二。婚約者を事故で失い死産した本田は、「理想の３人家族」に異常に固執し、賢二の一家を監視していたのだ。愛人の友梨恵を殺し、二人目の赤ん坊を排除しようとしたのは、自分の理想とそぐわないためであり、甘利は本田の狂気に気づいた為に殺されたのだった。
賢二を地下室に誘き出し、殺そうとする本田。必死に抵抗して本田を包丁で刺し殺した賢二は、忘れていた子供時代の記憶を取り戻した。賢二ら家族は父親の激しいDVで暴行され続け、ある日、賢二が父親を刺し殺して母親がその遺体を隠したのだった。辛い記憶に涙する賢二だが、更に、狂ったひとみがユキに暴行することを阻止できず、悲劇は続いて行った。

### キャスト
- 清沢賢二：窪田正孝[4]
- 清沢ひとみ：蓮佛美沙子[10][11]
- 本田：奈緒[10][11]
- 柏原：中島歩[10][11]
- 原友梨絵：里々佳[10][11]
- 甘利浩一：松角洋平[10][11]
- 清沢美子：根岸季衣[10][11]
- 清沢聡：窪塚洋介[10][11]
- 上林：吉田健悟[11]
- 清沢サチ：磯村アメリ[11]
- 菊池：岩谷健司[11]

### スタッフ
- 原作：神津凛子『スイート・マイホーム』（講談社文庫）
- 監督：齊藤工
- 脚本：倉持裕
- 音楽：南方裕里衣
- 主題歌：yama「返光 (Movie Edition)」（ソニー・ミュージックレーベルズ）[12]
- 製作：鳥羽乾二郎、太田和宏、高見洋平、人見剛史、松下寿昭、澁谷京子、福山雅治
- エグゼクティブプロデューサー：福家康孝、新井勝晴
- プロデューサー：中村陽介、赤城聡
- ラインプロデューサー：飯塚信弘
- 撮影：芦澤明子（J.S.C.）
- 照明：菰田大輔
- 美術：金勝浩一
- 録音：桐山裕行
- 装飾：山田好男
- 編集：髙橋幸一
- 音響効果：安江史男
- スクリプター：工藤みずほ
- スタイリスト：高橋さやか
- ヘアメイク：中山有紀
- 音楽プロデューサー：千田耕平
- キャスティング：南谷夢
- 助監督：是安祐
- 制作担当：桑原学
- 助成：文化庁文化芸術振興費補助金（映画創造活動支援事業）独立行政法人日本芸術文化振興会
- 制作プロダクション：日活、ジャンゴフィルム
- 企画協力：フラミンゴ
- 製作幹事・配給：日活、東京テアトル
- 製作：『スイート・マイホーム』製作委員会（日活、東京テアトル、講談社、ライツキューブ、スターキャット、ブルーベアハウス）